# Linia kolejowa Newel – Klastica
Linia kolejowa Newel – Klastica – linia kolejowa w Rosji łącząca stację Newel I z przystankiem Klastica i z granicą państwową z Białorusią. Zarządzana jest przez region petersbursko-witebski Kolei Październikowej (część Kolei Rosyjskich). 
Linia położona jest w obwodzie pskowskim. Na całej długości jest niezelektryfikowana i jednotorowa.

## Historia
Linia powstała w latach 1902-1907 jako część kolei bołogojsko-siedleckiej. Pierwotnie przewidywano otwarcie linii na rok 1905, jednak potrzeby wojska na materiały służące do budowy linii na fronty wojny rosyjsko-japońskiej, opóźniły zakończenie prac. Ostatecznie linia została przekazana do eksploatacji w styczniu 1907. Na tym odcinku kolei zbudowano trzy stacje: Newel, Nowochowansk i Nieklucz.
Początkowo linia leżała w Imperium Rosyjskim, następnie w Związku Sowieckim. Od 1991 położona jest w Rosji.